# Gyimesbükk
Gyimesbükk (románul Ghimeș-Făget) községközpont Romániában, Bákó megyében. A történelmi Erdély egyik legkeletibb települése.

## Fekvése
A falu Csíkszeredától 32 km-re északkeletre, a Tatros felső szakaszán, a Gyimesi-szoros alsó kijáratánál fekszik. A Tatros folyó és a vasútvonal itt hagyja el Erdélyt és lép át Moldvába. Az épületet és a mellette lévő, 17. században épült Rákóczi-vár romjait évről évre turisták ezrei keresik fel.

## Története
1600-ban Gijmes néven említik először. 1910-ben 6298 lakosa volt, ebből 4373 magyar, 1725 román, 109 német. A trianoni békéig Csík vármegye Szépvízi járásához tartozott. 1950-ben Bákó régióhoz csatolták át, ma Bákó megye része. A 2011-es román népszámlálás alapján a községnek 5094 lakosa van, ebből 3024 magyar és 1989 román. Gyimesbükk 2011. május 14-én a magyarországi Telki községgel testvértelepülési megállapodást kötött, amely elősegíti a határon túli magyar kapcsolatok fejlesztését és a közös hagyományok ápolását.

## Nevezetességei

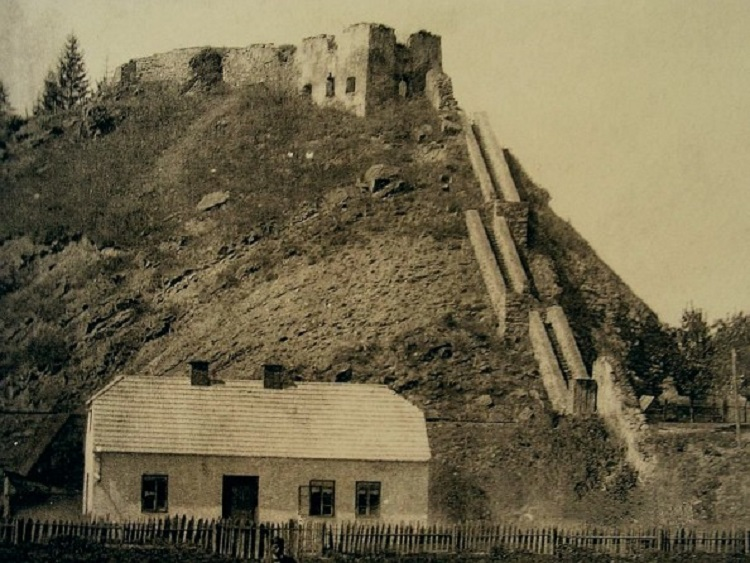
A Magyar Királyi Államvasutak legkeletibb, 30. számú vasúti őrháza és a Rákóczi-vár, Gyimesbükk (1944)

Gyimesbükkön a Rákóczi-vár romjai alatt, néhány méterre a volt román-magyar határtól áll a hajdani Magyar Királyi Államvasutak egyik legkeletibb, 30. számú vasúti őrháza. Az őrház 1897-ben épült a magyar és a román állam közti szerződés alapján, a Csíkszereda–Gyimesbükk–Palánka–Kománfalva vasútvonal részeként. A 30. számú őrházat 1920 után a román vasúttársaság, a CFR használta, 1940-től 1944-ig ismét a MÁV, illetve a Magyar Honvédség. 

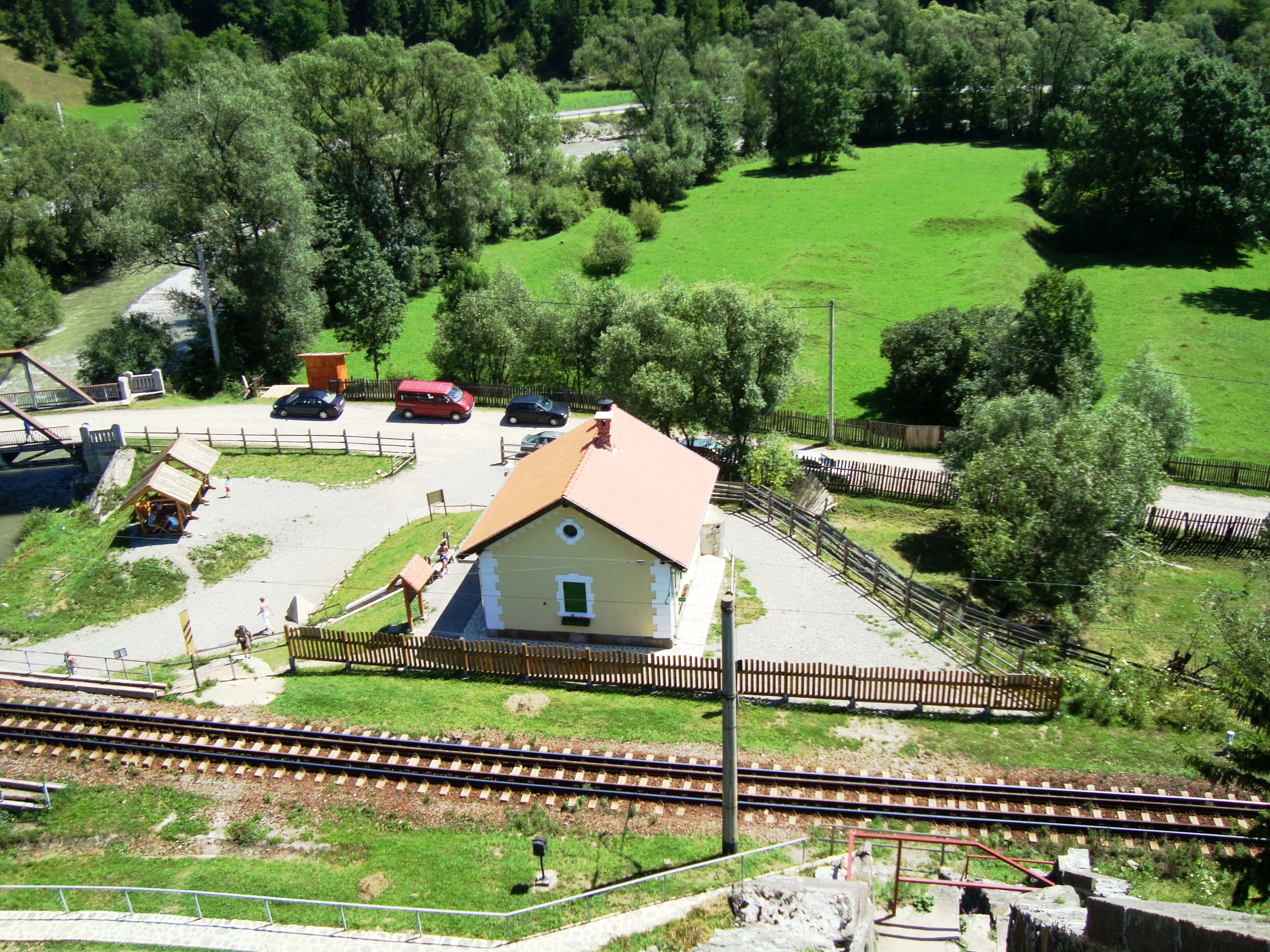
A legkeletibb egykori MÁV őrház

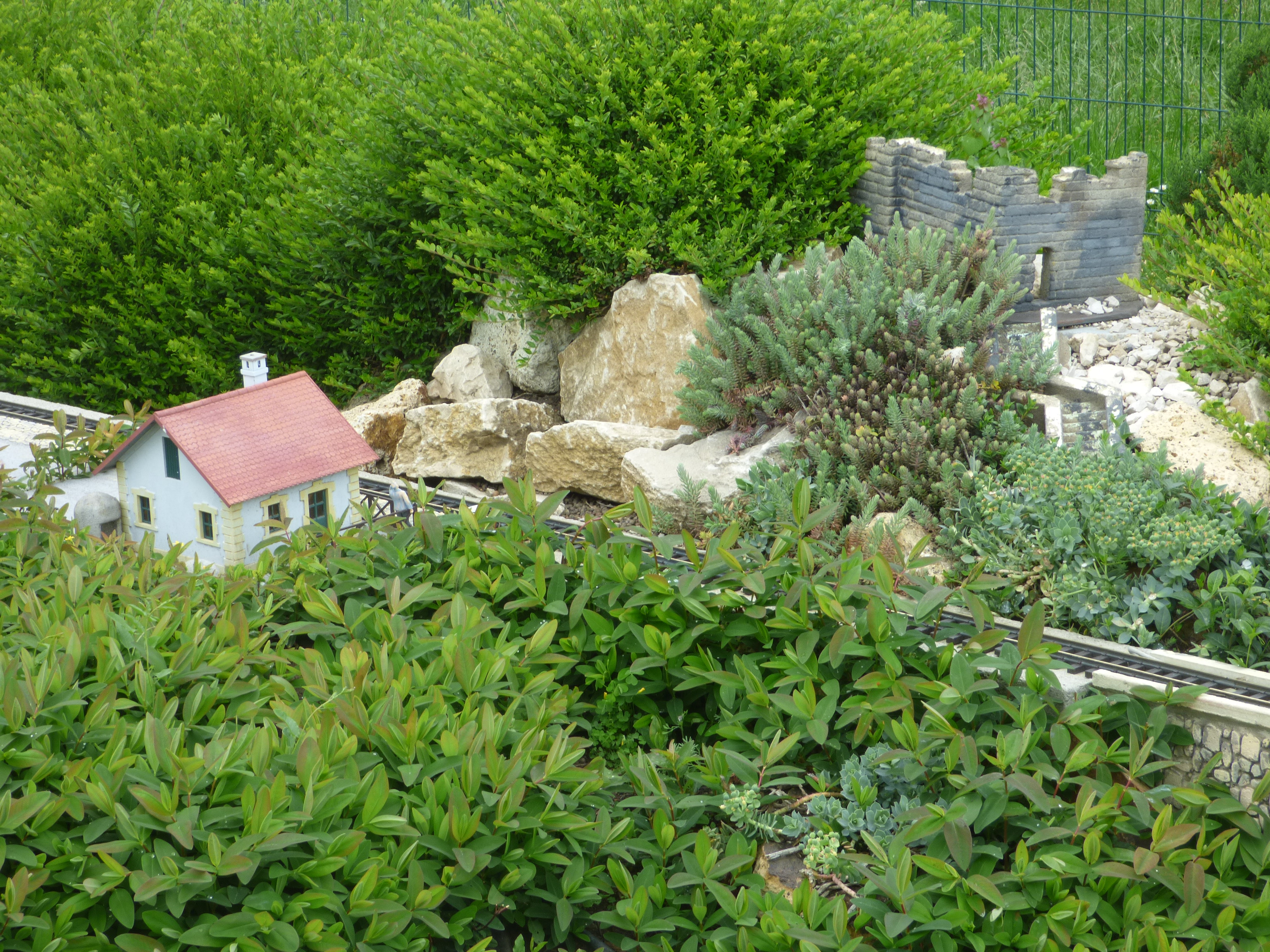
A gyimesbükki 30-as vasúti őrház és a Rákóczi-vár romjainak makettje a szarvasi Mini Magyarország gyűjteményében

Ekkor az épület pincéjében és mellette lőrésekkel ellátott bunkert alakítottak ki. Az őrház 1944-től újra a CFR-hez került, majd sokáig elhagyatottan állt, mert a román vasúttársaság az 1960-as években megszüntette az őrházi szolgálatokat. Az épület néhány éve Deáky Andrásnak, a helyi iskola nyugdíjas igazgatójának tulajdonába került, aki azt a helyi önkormányzatnak ajándékozta. 2007-ben a Budakeszi Kultúra Alapítvány indított gyűjtést Erdélyben és Magyarországon az őrház felújítására. 2008 pünkösdjére az épületet nemzetközi összefogással felújították, majd több ezer ember jelenléte mellett ünnepélyes keretek között adták át. Az átadásra Budapestről különvonat érkezett a helyszínre, amely szerelvényt az ipartörténeti értékként számontartott 017-es Nohab húzta Gyimesbükkig. A felújított őrházban vasúttörténeti kiállítás látható, a gyűjteményt kezelő nyugalmazott vasutas és helytörténeti kutató Bilibók Ágoston vezetésével.
A település középpontjában található egy hatalmas vasútállomás, amelynek épületét Pfaff Ferenc építész tervezte. Az állomásépület méreteit (102 méter hosszú és 13 méter széles) és eleganciáját tekintve a szegedi és a fiumei állomásokkal vetekszik. Az állomás épületének falán elhelyezték az építész, Pfaff Ferenc emlékét megörökítő, román-magyar-angol nyelvű emléktáblát is.

## Látnivalók

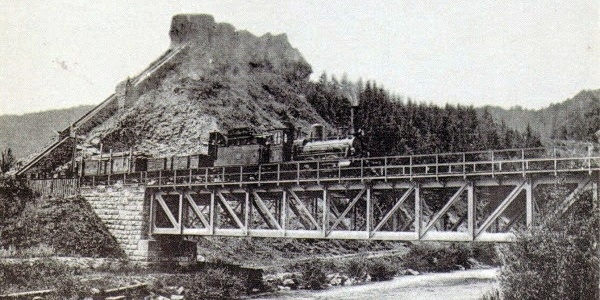
A gyimesbükki Rákóczi-vár képeslapon (1940)

- Határában a Gyimesi-szoros jobb oldalán még láthatók az egykori határszéli Rákóczi-vár romjai, melyet Bethlen Gábor építtetett 1626-ban. Később többször megerősítették, de mára csekély nyoma maradt.
- Rákóczi-vár tövében, közvetlenül a történelmi határ mellett található a 30. számú vasúti őrház, amely a Magyar Királyi Államvasutak legkeletibb őrháza volt a Mádéfalva-Gyimesbükk vasútvonalon. Az őrházban vasúttörténeti kiállítás tekinthető meg.
- Reprezentatív vasútállomása, amely az Osztrák–Magyar Monarchia külső vámhatárállomásaként épült Pfaff Ferenc tervei alapján.
- Régi római katolikus temploma 1782-ben épült, anyakönyvét 1785-től vezetik.
- Új temploma az 1976-ban épült Lukásovics Magda freskói díszítik.
- A település környékén ma is láthatók Magyarország egykori határkövei (felfelé a Rákóczi-vár után követve a hegygerincet), összesen 3 határkő látható.
- Antalné Tankó Mária néprajzkutató által létrehozott gyimesi csángó tájház.[4]

## Híres emberek
- Itt született 1912-ben Székely László a vallási néprajz kutatója.
- Itt született 1937-ben Szőcs János történész, muzeológus.
- Itt tanított Deáky András tanár

## Képgaléria
- Képek Gyimesbükkről  a www.erdely-szep.hu webhelyen